# 康晓光
康晓光（1963年—），中国人民大学公共管理学院教授，从事非营利组织管理、国家与社会关系、政治发展与政治稳定、政治文化研究。

## 生平
辽宁沈阳人。1981年8月—1982年8月就读国防科技大学系统工程与数学系，1982年8月—1986年8月就读大连理工大学应用数学系，1990年9月—1993年4月就读中国科学院研究生院，1993年获生态学硕士学位。
先后任职于沈阳农业大学农学系，中科院科技政策与管理科学研究所、生态环境研究中心，中国人民大学农业与农村发展学院、公共管理学院NPO研究所、中国公益创新研究院、公共管理学院行政管理学系、可持续发展研究院等学术机构。
曾挂职广西自治区马山县任科技副县长一年。

## 外界评论
康晓光被视为中国大陆新儒家的代表人物之一。 不过他对儒学学术本身兴趣不大，之所以重视儒家思想，是缘于他的政治战略思想和民族复兴理想的需要。他提出“现代仁政”的政治合法性理论，又从民族复兴的目的出发，提出“文化民族主义”。

## 著作
- 《仁政——中国政治发展的第三条道路》，世界科技出版社，2005年5月，新加坡